# Jako
Jako AG (вимовляється як Яко, деякими помилково вимовляється як Джако) — німецька промислова компанія, що спеціалізується на випуску спортивного екіпірування (одяг, взуття, аксесуари) та інвентарю. Заснована 1 листопада 1989 року Руді Шпрюгелем (нім. Rudi Sprügel).
Компанія працює в більш ніж 40 країнах. Головна будівля компанії знаходиться в окрузі Голленбах комуни Мульфінген землі Баден-Вюртемберг на південному заході Німеччини.
В Україні офіційним представником компанії є компанія Іппон-Шифт — JAKOSPORT [Архівовано 27 жовтня 2021 у Wayback Machine.]